# Бела (Португалія)
Бела (порт. Bela) — район (фрегезія) в Португалії, входить до округу Віана-ду-Каштелу. Є складовою частиною муніципалітету  Монсан. За старим адміністративним устроєм входив до провінції Мінью. Входить до економіко-статистичного  субрегіону Мінью-Ліма, який входить до Північного регіону. Населення складає 685 осіб на 2001 рік. Займає площу 4,22 км².
| Португалія | Це незавершена стаття з географії Португалії. Ви можете допомогти проєкту, виправивши або дописавши її. |